# Sân vận động Olympic Diamniadio
Sân vận động Olympic Diamniadio (tiếng Pháp: Stade olympique de Diamniadio), còn được gọi là Sân vận động Me. Abdoulaye Wade, là một sân vận động đa năng nằm ở Diamniadio thuộc Dakar, Sénégal. Sân được sử dụng chủ yếu cho các trận đấu bóng đá, bóng bầu dục và điền kinh. Đây là sân nhà của đội tuyển bóng đá quốc gia Sénégal. Sân vận động có sức chứa 50.000 chỗ ngồi. Sân được thiết kế bởi Tabanlıoğlu Architects và được xây dựng bởi Summa. Sân sẽ tổ chức Thế vận hội Trẻ Mùa hè 2026.

## Tổng quan

### Thiết kế
Sân vận động này được thiết kế bởi công ty kiến trúc Tabanlıoğlu Architects của Thổ Nhĩ Kỳ.

### Xây dựng
Sân vận động được xây dựng bởi công ty xây dựng Summa của Thổ Nhĩ Kỳ trong 18 tháng. Công trình có diện tích 88.000 mét vuông (22 mẫu Anh). Đây là dự án chìa khóa trao tay theo kiểu thiết kế–xây dựng.

### Chi phí xây dựng
Chi phí xây dựng được công bố là 156 tỷ franc CFA (270 triệu đô la Mỹ).

## Lịch sử

### Lễ khánh thành
Sân vận động chính thức được khánh thành bởi Tổng thống Sénégal Macky Sall, với sự có mặt của Tổng thống Thổ Nhĩ Kỳ Recep Tayyip Erdoğan, Chủ tịch FIFA Gianni Infantino, Tổng thống Guiné-Bissau Umaro Sissoco Embaló, Tổng thống Rwanda Paul Kagame, Tổng thống Liberia George Weah và Tổng thống Gambia Adama Barrow.
Trận đấu đầu tiên là trận đấu giữa đội gồm các cầu thủ thuộc các thế hệ khác nhau của đội tuyển bóng đá quốc gia Sénégal với đội gồm các huyền thoại bóng đá châu Phi. Đội tuyển Sénégal bao gồm các cầu thủ El Hadji Diouf, Boubacar Sarr, Demba Ba, Mamadou Niang, Moussa Sow, Lamine Diatta, Omar Daf, Khalilou Fadiga, Oumar Sène, Thierno Youm, Racine Kane và Souleymane Sané. Đội còn lại bao gồm các cầu thủ Samuel Eto'o, Didier Drogba, Yaya Touré, Emmanuel Adebayor, Jay-Jay Okocha, Asamoah Gyan, Patrick M'Boma, Mustapha Hadji, Samuel Kuffour, Shabani Nonda và Jonathan Pitroipa. Trận đấu kết thúc với tỷ số hòa 1–1.
Phần còn lại của buổi lễ là các màn trình diễn văn hóa và âm nhạc của các ngôi sao âm nhạc Sénégal như Ismaël Lô, Baaba Maal và Youssou N'Dour.